# Wolfgang Weber
Wolfgang Weber (født 26. juni 1944 i Tyskland) er en tidligere tysk fodboldspiller, der tilbragte hele sin aktive karriere, fra 1962 til 1978, som forsvarsspiller hos Bundesliga-klubben 1. FC Köln. Han nåede at spille 356 kampe og score 21 mål for klubben. 
Weber spillede desuden 53 kampe for Vesttysklands landshold, som han blandt andet repræsenterede ved VM i 1966 og VM i 1970. Ved VM i 1966 scorede han det ene tyske mål i finalen mod værtslandet England, der dog vandt 4-2.
Efter afslutningen på sin aktive karriere var Weber fra 1978 til 1980 træner hos Werder Bremen.